# Chiricahua Mountains
Die Chiricahua Mountains sind ein Gebirgszug im äußersten Südosten des US-Bundesstaats Arizona und gehören zu den Sky Islands. Ihr höchster Gipfel ist der Chiricahua Peak mit einer Höhe von 2985 m. Das Gebirge wurde nach dem Indianerstamm der Chiricahua-Apachen benannt, die in diesem Gebiet beheimatet waren. Sie nannten es das Land der stehenden Felsen. Die bizarren Felsformationen wurden aus den Ablagerungen eines Vulkans geformt, der vor rund 25 Millionen Jahren explodierte. Nach Abkühlung der vulkanischen Asche bildete sie eine feste 600 m dicke Rhyolithschicht, die erodierte und mit der Zeit schlanke Felsnadeln, wuchtige Türme und seltsam geformte Figuren entstehen ließ. 1924 wurde das Chiricahua National Monument inmitten der Chiricahua Mountains eingerichtet.

## Geografie
Die Chiricahua Mountains liegen im Grenzgebiet von Arizona, New Mexico und dem mexikanischen Bundesstaat Sonora und gehören zu rund 40 sogenannten Sky Islands in dieser Region. In den baumbewachsenen Bergen, die von trockenen, wüstenartigen Ebenen umgeben sind, herrscht ein relativ kühles Klima. Sie sind von weiteren Bergketten umgeben, das sind im Norden die Dos Cabezas, im Osten die Peloncillo, im Süden die Sierra San Jose und im Westen die Dragoon Mountains. Die Chiricahua Mountains haben eine Gesamtlänge von 56 km, eine maximale Breite von 34 km und erreichen mit dem Chiricahua Peak mit 2.975 Metern ihre größte Höhe. Die übrigen Berge sind im Schnitt etwa 1.800 m hoch. Die nächstgelegenen größeren Ortschaften sind das 64 km entfernte Tombstone im Westen und das 32 km entfernte Douglas im Süden an der mexikanischen Grenze. Die US-Interstate 10 führt in etwa 16 km Entfernung in Ost-West-Richtung nördlich vorbei.

## Flora und Fauna
Der Fels aus grauen bis braunviolettem Rhyolith ist von orangefarbigen bis grünen Flechten bewachsen, die auf dem vulkanischen Gestein offenbar eine ideale Lebensgrundlage antreffen. In einer Höhe zwischen 1600 und nahezu 3000 Metern finden auch zahlreiche Pflanzen- und Tierarten optimale Bedingungen vor. Zu den 169 hier lebenden Vogelarten gehören zum Beispiel Kolibris und Truthahngeier, die in den Wäldern aus Eichen, Pappeln, Zypressen, Ponderosakiefern und Douglasfichten leben. Das Unterholz besteht aus bizarrem Strauchwerk, darunter Manzanitas mit rotbraunem Geäst. Zahlreiche Wildblumen, Kakteen- und Yucca-Arten gedeihen in einem Klima, das von wechselnden Regen- und Trockenzeiten geprägt ist. Es unterscheidet und sich grundlegend von dem Klima der tiefer gelegenen Wüsten und Halbwüsten, die diese sogenannte Himmelsinsel umgeben.
Die Ebene ist durch eine typische Wüstenvegetation geprägt. Sie umfasst unter anderem Sagebrush, Agaven, Mesquiten, Yucca, Sotol und verschiedene Gräser. Sie ist Lebensraum für viele Reptilien, z. B. mehrere Klapperschlangenarten, die Gila-Krustenechse, die Kalifornische Gopherschildkröte sowie einen der größten Landmolche, den Tigersalamander. Hier ist ein erstaunliche Dichte verschiedener Vogelarten anzutreffen, darunter den bekannten Wegekuckuck, auch Roadrunner genannt.

## Geologie
Die Entstehung der Chiricahua Mountains ist bis heute noch nicht völlig geklärt. Geologen vermuten, dass sich hier vor rund 25 Millionen Jahren ein gewaltiger Vulkanausbruch ereignete und das Land mit einer  Ascheschicht bedeckte, die erkaltete und festes vulkanische Rhyolithgestein von etwa 600 Metern Mächtigkeit bildete. Dieses Gestein wurde im Laufe der Jahrmillionen angehoben. Es entstanden Risse und Spalten im Fels. Regen, Wind und Frost konnten die weicheren Gesteinsschichten angreifen, so dass schließlich bizarre Felsgebilde entstanden, die denjenigen im Bryce Canyon kaum nachstehen. Die intensive orange, gelbe und grüne Färbung der normalerweise graubraunen Felsen stammt von Flechten, die auf dem vulkanischen Gestein siedeln.

## Geschichte
Die frühesten Nachweise menschlichen Lebens in der Umgebung der Chiricahua Mountains gibt es in den archäologischen Stätten der Clovis-Kultur um 11.000 v. Chr. nördlich von Douglas. Eine der bekannteren frühen Kulturen des Südwestens waren die Hohokam. Ihr Name bedeutet die, die (spurlos) verschwunden sind. Tatsächlich ist über ihren Verbleib nichts bekannt; wahrscheinlich gingen sie in anderen Pueblo-Kulturen auf. Um 200 v. Chr. entwickelte sich die Mogollon-Kultur mit der Mimbres-Kultur als lokaler Variante, die bis 1450 n. Chr. andauerte. Die Chiricahua-Apachen erreichten dieses Gebiet auf ihrer Wanderung nach Süden um 1500. Vor der Ankunft weißer Siedler umfasste ihr Stammesgebiet das südöstliche Arizona, südwestliche New Mexico und den nordöstlichen Teil des mexikanischen Bundesstaats Sonora. Die Chiricahua wurden durch ihre Stammesführer Cochise, Victorio, Nana und Geronimo berühmt, als sie zwischen 1862 und 1886 einen aussichtslosen Guerillakrieg um die Freiheit ihres Stammes gegen die Armee der Vereinigten Satten führten. 1871 wurde den Chiricahua ein Reservat im heutigen Cochise County zugewiesen, das allerdings nur fünf Jahre bestand. Auch Versuche, sie mit anderen Stämmen des Südwestens in Bosque Redondo und im San Carlos Reservat anzusiedeln, waren erfolglos. Nach ihrer Flucht aus den Reservaten versteckten sie sich in geheimen Schlupfwinkeln in den Chiricahua und Dragoon Mountains. Von dort aus überfielen sie Siedlertrecks, Postkutschen und sogar Eisenbahnzüge. Die Armee bot schließlich fast 5.000 Soldaten auf, um Geronimo mit den letzten 17 freien Kriegern und ihren Familien in der Sierra Madre zu jagen. Im September 1886 ergab sich Geronimo mit seinen Apachen. Alle Männer des Stammes, auch die an den Kriegen unbeteiligten, wurden als Kriegsgefangene nach Florida in ein Gefangenenlager gebracht. Ein Drittel der etwa 500 gefangenen Chiricahua überlebte die folgenden drei Jahre nicht. Sie starben an Hunger und Krankheiten, hauptsächlich verursacht durch das für sie ungewohnte Klima. 1894 wurden sie in ein Militärgefängnis in Fort Sill in Oklahoma gebracht. Geronimo selbst wurde zum Ausstellungsstück degradiert und trat 1901 in Präsident Theodore Roosevelts Inaugurationsparade und 1904 bei der Louisiana Purchase Exposition, der Weltausstellung in St. Louis, auf. Er starb am 17. Februar 1909 in Fort Sill, ohne seine Heimat je wiedergesehen zu haben. Im Jahr 1913 hatten sie die Wahl, entweder zu bleiben oder in das Reservat der Mescalero-Apachen in New Mexico zu ziehen. Nur 84 blieben, während sich 187 für das Mescalero-Reservat entschieden.

## Nationalmonument
Das Chiricahua National Monument wurde 1924 gegründet und bedeckt eine Fläche von 48,5 Quadratkilometern, die nur einen kleinen Teil der Gesamtfläche der Chiricahua Mountains ausmacht. Der Bonita Canyon Scenic Drive, an dem auch ein kleiner Campingplatz liegt, verbindet das Besucherzentrum mit dem Massai Point. Hier beginnen verschiedene Wanderwege, darunter der zum Heart of Rocks führende mit sehr spektakulären Felsformationen sowie der abwechslungsreiche Rundweg Echo Canyon Loop Trail. Insgesamt steht dem Besucher ein rund 30 km langes Streckennetz durch Felsskulpturen und Canyons zur Verfügung. Unter den ersten Siedlern dieses Gebiets war auch ein schwedisches Paar, das hier 1888 im Bonita Canyon eine Farm errichtete. Die Faraway Ranch ist heute eine Sehenswürdigkeit innerhalb des Nationalmonuments. 45.000 Besucher wurden 2020 im Chiricahua National Monument gezählt.